# Národní knihovna Ivana Vazova
Národní knihovna Ivana Vazova (bulharsky Народна библиотека "Иван Вазов") je knihovna v druhém největším bulharském městě, v Plovdivu. Je pojmenována po slavném bulharském spisovateli a básníkovi Ivanu Vazovovi.
Je to druhá největší knihovna v Bulharsku, která disponuje s více než 1 500 000 knih. Knihovna je také druhá nejstarší v zemi, byla založena v roce 1879. Iniciativu na vznik knihovny předložil Joakim Gruev; prvním ředitelem instituce se stal Alexandǎr Bašmakov. Do roku 1885 plnila knihovna funkci Národní knihovny Východní Rumélie. Roku 1974 byla přemístěna do nové budovy na jihu města.